# 劉芸后
劉芸后（英語：Hoho Liu，1976年10月25日—），台灣嘉義市人。攝影師、影像工作者、三映事業股份有限公司成員以及股東。淡江大學大眾傳播學系畢業，在多部紀錄片以及電影擔任攝影師，攝影風格兼具美學，是台灣難得一見的女攝影師。
與電影導演周美玲是1對公開的同志伴侶。

## 作品

### 紀錄片
- 《私角落》（2001）
- 《極端寶島》（2002）
- 《擺渡》（2003）
- 《再會吧!1999》（1999）
- 《黑暗視界》（2004）

### 電影
| 年份 | 片名               | 導演   | 備註 |
| ---- | ------------------ | ------ | ---- |
| 2004 | 豔光四射歌舞團     | 周美玲 |      |
| 2005 | 南方紀事之浮世光影 | 黃玉珊 |      |
| 2006 | 單車上路           | 李志薔 |      |
| 2006 | 牆之魘             | 林志儒 |      |
| 2007 | 刺青               | 周美玲 |      |
| 2008 | 漂浪青春           | 周美玲 |      |
| 2008 | 麥子不死           | 周美玲 |      |
| 2012 | 花漾               | 周美玲 |      |
| 2016 | 心靈時鐘           | 蔡銀娟 |      |
| 2022 | 流麻溝十五號       | 周美玲 |      |

### 電視劇
| 年份 | 片名           | 導演           | 備註 |
| ---- | -------------- | -------------- | ---- |
| 2015 | 哇！陳怡君     | 瞿友寧、周美玲 |      |
| 2015 | 失去你的那一天 | 周美玲         |      |
| 2017 | 花甲男孩轉大人 | 瞿友寧、李青蓉 |      |

## 得獎
- 2007年：第42屆金鐘獎最佳攝影：曾憲忠、劉芸后╱公視人生劇展：《牆》

## 外部連結
- 劉芸后在香港影庫上的簡介
- 劉芸后在互联网电影资料库（IMDb）上的資料（英文）